# Литература Новой Зеландии
Литература Новой Зеландии создаётся преимущественно на английском языке, небольшую часть занимает также литература на маори.

## История

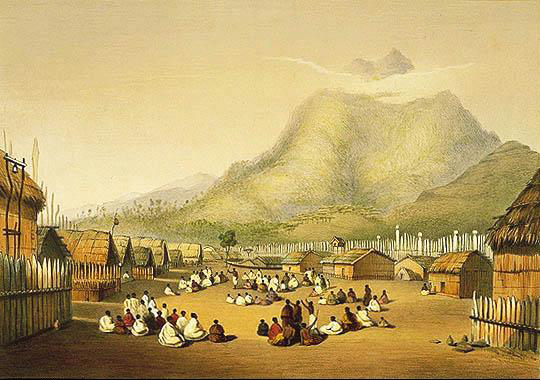
Мараэ у горы Таупири (рисунок Ангас, Джордж Френч из журнала «The New Zealanders illustrated» за 1846 год)

### Доколониальный период
Маори начали заселять острова Новой Зеландии где-то на рубеже первого и второго тысячелетий, в последовавшие за этим века у них сформировалась и развилась устная литературная традиция. Помимо мифов и легенд, отражавших историю народа и его представления о мире, для маори характерны поэмы о любви, песни о войне, молитвы и причитания. Исполнение литературных произведений на мараэ обычно превращалось в представление, в котором использовались изменение интонации, мимика, жесты.
Прибывшие в XIX веке на острова колонизаторы собирали, сохраняли и публиковали фольклор маори. Так, например, в 1854 году вышел составленный Джорджем Греем сборник «Дела предков маори» (маори Ko nga mahinga a nga tupuna Māori), а в 1928 году — составленный Апираной Нгатой сборник «Песни» (маори Ngā Mōteatea).
Самые ранние связанные с Новой Зеландией письменные тексты написаны мореплавателями из европейских стран. Так, например, в 1773 году в Лондоне Джон Хоксворт на основе дневников участников экспедиции Джеймса Кука издал ставшую бестселлером книгу об их открытиях в Тихом океане, а в 1807 году корабельный хирург Джон Сэвидж (англ. John Savage) опубликовал книгу «Некоторые сведения о Новой Зеландии» (англ. Some Account of New Zealand).

### Вторая половина XIX века

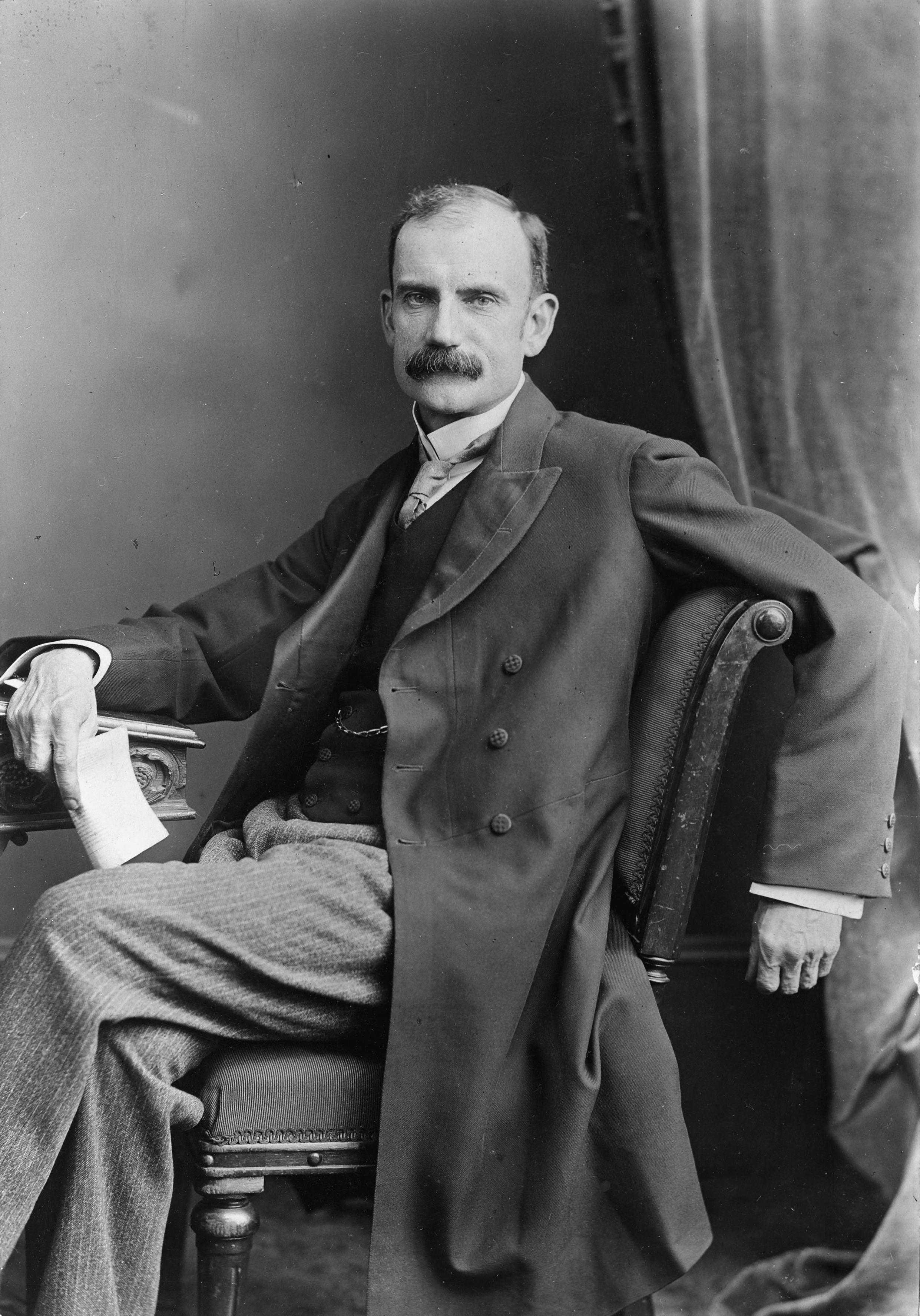
Поэт Ривз, Уильям Пембер

Особенности истории колонизации Австралии и Новой Зеландии сформировали сходные экономические и культурные черты в развитии двух стран, называвшихся даже какое-то время обобщённо Австралазией. Отразилось это и на развитии литературной традиции: главную роль здесь играла английская культура. Самые ранние произведения новозеландской литературы относятся ко второй половине XIX века. Хотя первое печатное издание на маори — написанная миссионером Томасом Кендаллом «Первая книга Новой Зеландии» (маори A korao no New Zealand) — появилось ещё в 1815 году, письменная литература стала создаваться преимущественно на английском языке, а на маори изначально печатались только христианская религиозная литература, периодика и фольклор.
Первые произведения второй половины XIX века носят документально-автобиографический характер: описывается местная природа, быт, жизнь маори, история колонизации. Одним из первых романистов стал Александр Батгейт, поэтическому творчеству посвятили себя Джон Барр, Уильям Голдер (англ. William Golder) и Уильям Пембер Ривз.
Дальнейшее соприкосновение культур колонизаторов и местных маори привело к их взаимопроникновению и возросшему интересу у писателей к теме коренных жителей островов. В этом направлении работали Джордж Уилсон (англ. George H. Wilson), Джон Уайт, Альфред Дометт и другие.

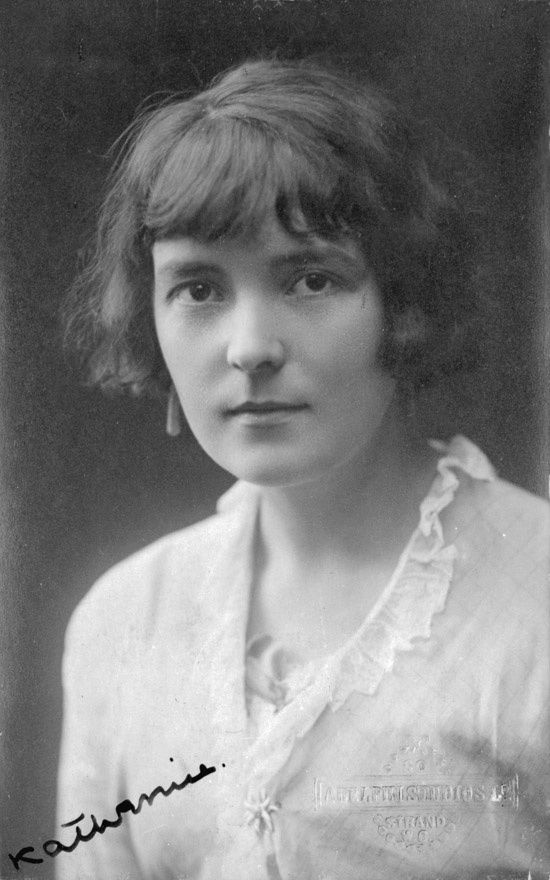
Писательница Кэтрин Мэнсфилд

### Начало XX века
На рубеже веков начало расти национальное самосознание, выразившееся в литературе в росте интереса к тематикам патриотизма, демократии, феминизма, несправедливого устройства общества. Эти темы были близки творчеству Джесси Маккей, Уильяма Сатчелла, Кэтрин Мэнсфилд, Джейн Мандер и других писателей.
Экономический кризис 1930-х годов усилил критику британского империализма и капитализма, активнее стали призывы к разрыву культурного контакта с Великобританией, откуда вплоть до середины XX века поступало наибольшее количество читаемой в Новой Зеландии литературы. Возросло влияние марксистских идей. Эти настроения находят своё отражение в творчестве поэтов Рональда Мейсона, Артура Фэрберна, Дениса Гловера, Аллена Кэрноу, Мэри Урсулы Бетелл и других. В прозе на первый план выходит реализм, поднимаются социальные вопросы. В 1930—1940-е годы пишут свои романы Джон Ли, Джон Малган, Робин Хайд, Фрэнк Сарджесон, Родерик Финлейсон и другие.

### Послевоенный период

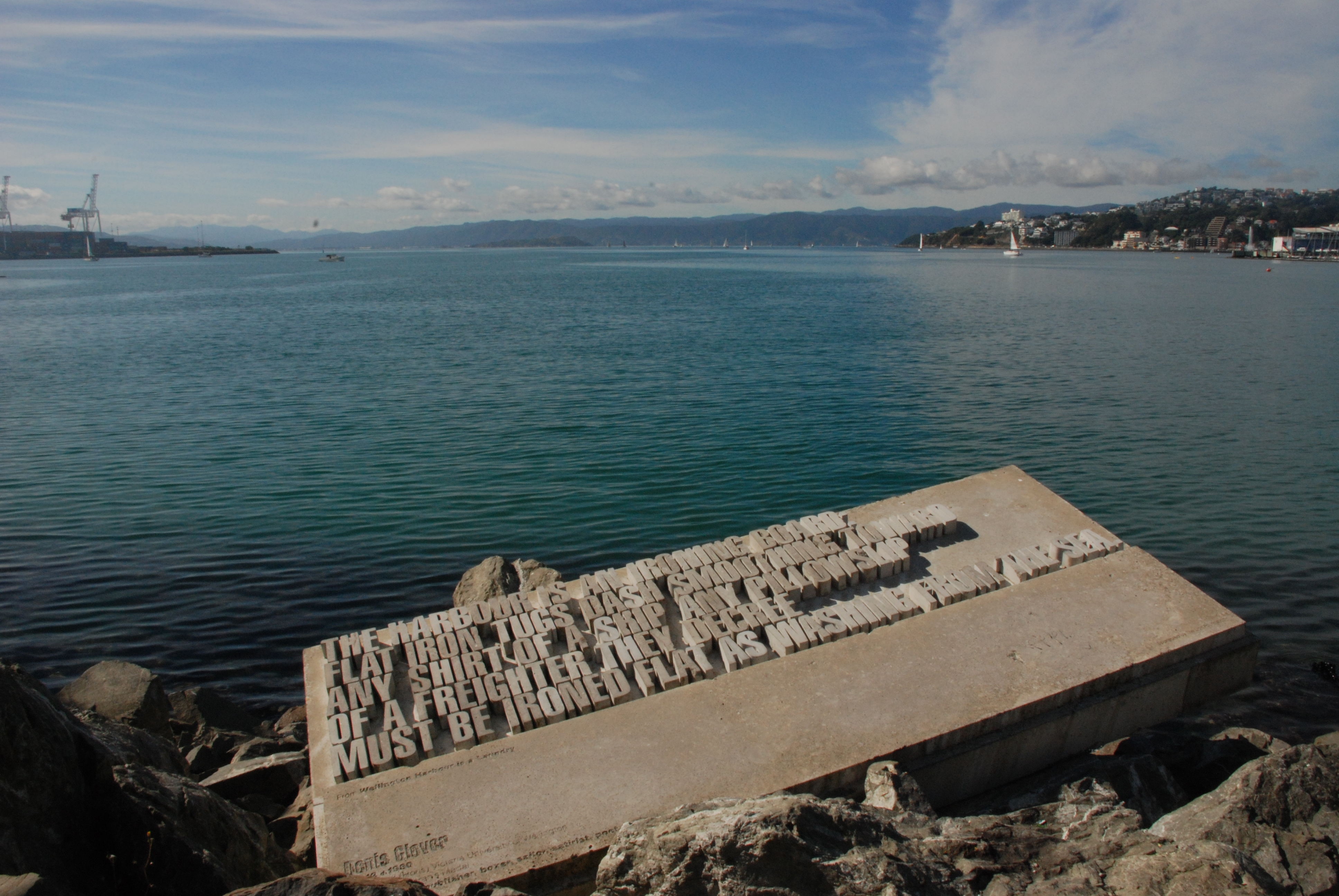
Стихотворение Гловер, Денис в Веллингтонской гавани

После Второй мировой войны творческий поиск в писательской среде страны активизируется и находит выражение в разных направлениях: так, в поэзии осмысливаются морально-философские концепции, поднимаются вопросы выбора собственного национального и поэтического пути, традиционная пейзажная лирика обогащается урбанистическими мотивами, реакцией на Вьетнамскую войну становится рост числа антимилитаристических текстов. Знаковыми поэтами этого времени являются Денис Гловер и Джеймс Бакстер.
В прозе сохраняет своё влияние реализм, поднимаются темы участия новозеландцев в прошедшей войне, их жизни в контексте всей истории страны, судеб маори, межнациональных конфликтов, проблем личности и её конфликта с миром и обществом. Эти темы развивают Дэниел Дэвин, Майкл Джозеф, Морис Шедболт, Ноэль Хиллиард (англ. Noel Hilliard), Сильвия Аштон-Уорнер, Фрэнк Сарджесон, Билл Пирсон и другие.
В это же время набирает популярность модернизм, который представляют Сильвия Аштон-Уорнер, Дженет Фрейм, Кендрик Смитимен и другие.
В 1947 году начинает выходить литературный журнал «Landfall», позднее — с 1972 года — ещё один, «Island».
В 1960-е годы также зарождается новое направление в творчестве, основанное на сочетании культуры маори и европейско-новозеландской литературно-художественной традиции. Его представляют такие писатели из народа маори, как поэт Хоне Туфаре, прозаики Вити Ихимаэра, Патрисия Грейс, а также писатели Алистер Кэмпбелл, Нил Райт и другие.

### Современный период
Популярным жанром конца XX века является короткий рассказ, в котором работают Оуэн Маршалл и Винсент О’Салливан.
В жанре крупной прозы работают Фиона Кидман и Мэрилин Дакворт, которые также публиковали и стихи, а также более известная своими поэтическими работами Элизабет Смитер. Также известны такие прозаики, как Фиона Фаррелл, Кристиан Карлсон Стед и другие.
Приобретает популярность жанр биографии и автобиографии.
Среди крупных современных писателей также важно отметить таких, как Флёр Эдкок, Дженни Борнхольдт, Иэн Ведде, Чед Тейлор, Элизабет Нокс, Кэтрин Чидги, Шарлотт Гримшоу, Эмили Перкинс, Сара Куигли (англ. Sarah Quigley), Альберт Вендт, Римке Энсинг, Капка Касабова, Амелия Батистик, Ивонн дю Френ и других.